# Demilitarizare
Demilitarizarea este procesul de reducere a armatei, a armelor sau a vehiculelor militare ale unei națiuni la un minim prestabilit. Demilitarizarea este, de obicei, rezultatul unui tratat de pace ulterior finalizării unui război sau un conflict major.
Exemple:
- demilitarizarea Ruhrului, hotărâtă prin Tratatul de la Versailles din 1919;
- demilitarizarea totală a Germaniei, stabilită prin Conferința de la Potsdam (16 iulie - 2 august 1945).